# Мужилів
Мужи́лів — село в Україні, у Підгаєцькій міській громаді Тернопільського району Тернопільської області. Населення — 1504 особи (2001). Адміністративний центр колишньої Мужилівської сільської ради. До 1990 року належало до Бережанського району. У зв'язку з переселенням жителів після німецько-радянської війни хутір Дерениха виключений із облікових даних.

## Географія
Село розташоване поблизу міста Підгайці, на річці Мужилівка, правої притоки Коропця.

## Історія
Запис 21 грудня 1439 року в «Актах ґродських та земських» свідчить про існування поселення (села або міста) Мужилів (згадується Стефан з Мужилова, лат. Stephano de Muzilow).
|  | Stanislaus Zawalowsky IIII-or homines videlicet Hrin, Doleschko, Schamschur, Oxenthi in Stephano de Muzilow abs pena est lucratus. |

 (Запис № 712)
Наступна писемна згадка — 1447 року.
1903 року градобій знищив усі посіви.
7 травня 1906 року відбувся Мужилівський селянський страйк проти поміщика Бохенського. Розпочався відмовою вийти на роботу в поле і вимогами збільшити заробітну плату, скорочення робочого дня та розподілу панських пасовищ. Штрейкбрехерів, яких охороняли жандарми, страйкарі прогнали з панського поля. Ідейний натхненник страйку — Володимир Бачинський, адвокат з Підгайців, посол до австро-угорського парламенту. 12 травня страйк придушили війська під керівництвом намісника краю Анджея Потоцького. 76 селян засудили до тюремного ув'язнення. Мужилівський страйк мав виразне соціальне і національне спрямування як частина загальної радикалізації та політизації галицьких українців кінця XIX — початку XX століття щодо захисту своїх прав.
Діяли «Просвіта», «Сокіл», «Сільський господар», «Рідна школа», «Союз українок» та інші товариства.
12 червня 2020 року, відповідно до розпорядження Кабінету Міністрів України № 724-р «Про визначення адміністративних центрів та затвердження територій територіальних громад Тернопільської області» увійшло до складу Підгаєцької міської громади.
19 липня 2020 року, в результаті адміністративно-територіальної реформи та ліквідації Підгаєцького району, село увійшло до складу Тернопільського району.

## Населення
Згідно з переписом УРСР 1989 року чисельність наявного населення села становила 1496 осіб, з яких 681 чоловік та 815 жінок.
За переписом населення України 2001 року в селі мешкала 1501 особа.

### Мова
Розподіл населення за рідною мовою за даними перепису 2001 року:
| Мова       | Кількість | Відсоток |
| ---------- | --------- | -------- |
| українська | 1501      | 99.8%    |
| російська  | 3         | 0.2%     |
| Усього     | 1504      | 100%     |

## Релігія
- церква святого Василія Великого (1590, реставрована 1992, дерев'яна, УГКЦ)
- церква Покрови Пресвятої Богородиці (1876, кам'яна, УГКЦ)
- 3 каплички (1999, 2002, 2010).

## Пам'ятки
- Ботанічна пам'ятка природи місцевого значення Мужилівська діброва.
- Мужилівський ботанічний заказник.

### Пам'ятники
- Тарасу Шевченку (1993),
- символічна могила Борцям за волю України (1990, реставрована 1999),
- воїнам-односельцям, полеглим у німецько-радянській війні (1965),
- на місці перепоховання воїнів РА (1985),
- пам'ятні хрести на честь скасування панщини та боротьби за тверезість,
- поховання вояків УПА.

У бою за с. Мужилів загинули 3 вояки. Імена їх досі невідомі. Поховані в спільній могилі на цвинтарі. Могила доглянута, упорядкована, встановлено обеліск.

## Соціальна сфера
Працюють гімназія, Будинок культури, бібліотека, ФАП, відділення зв'язку.
У селі діє місцевий новинний Telegram-канал «MuzhulivskiVisti», у якому публікуються актуальні новини села.

## Відомі люди

### Народилися
- Петро Дума (1921—1947) — політичний діяч, старшина УПА;
- Мирон Дідурик (1938—1970) — американський військовик, герой війни у В'єтнамі;
- Мирон-Михайло Лущак (1925—2018) — інженер-хімік, громадський діяч;[11]
- Іван Романків — український військовий і громадський діяч, правник.
- Василь Саляк (нар. 1929) — меценат, лікар.
- Петро Щур — уродженець села, герой мемів в українському медіа-просторі.

### Мешкали, перебували
- 2004 року на зйомках художньої стрічки «Хресний шлях матері» працював американський кінорежисер українського походження Ярослав Кулинич.
- Дідич Міхал «Мужило» Бучацький підписувався: з Бучача і Мужилова.

## Галерея

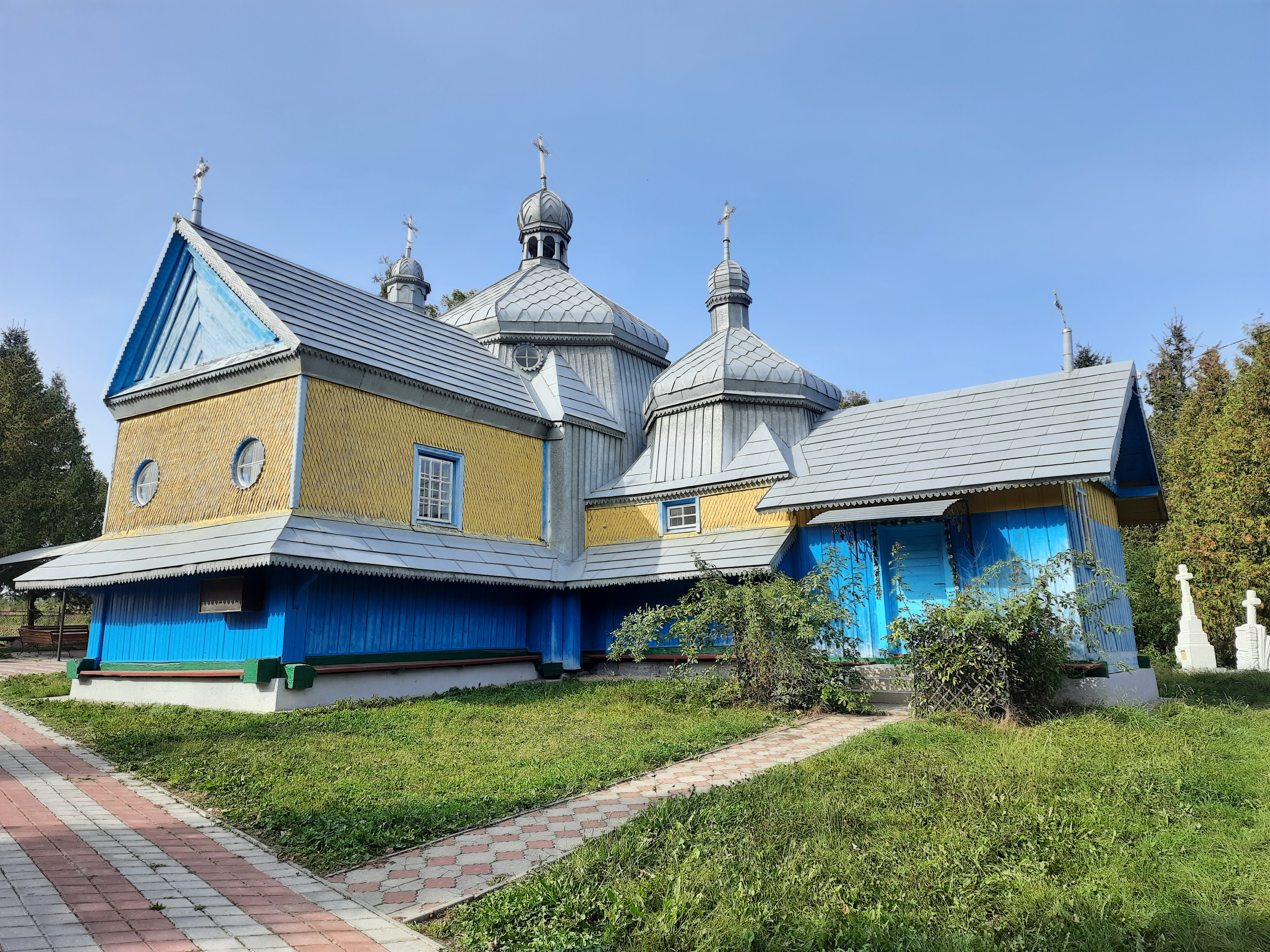
Церква Святого Василія Великого (1590)
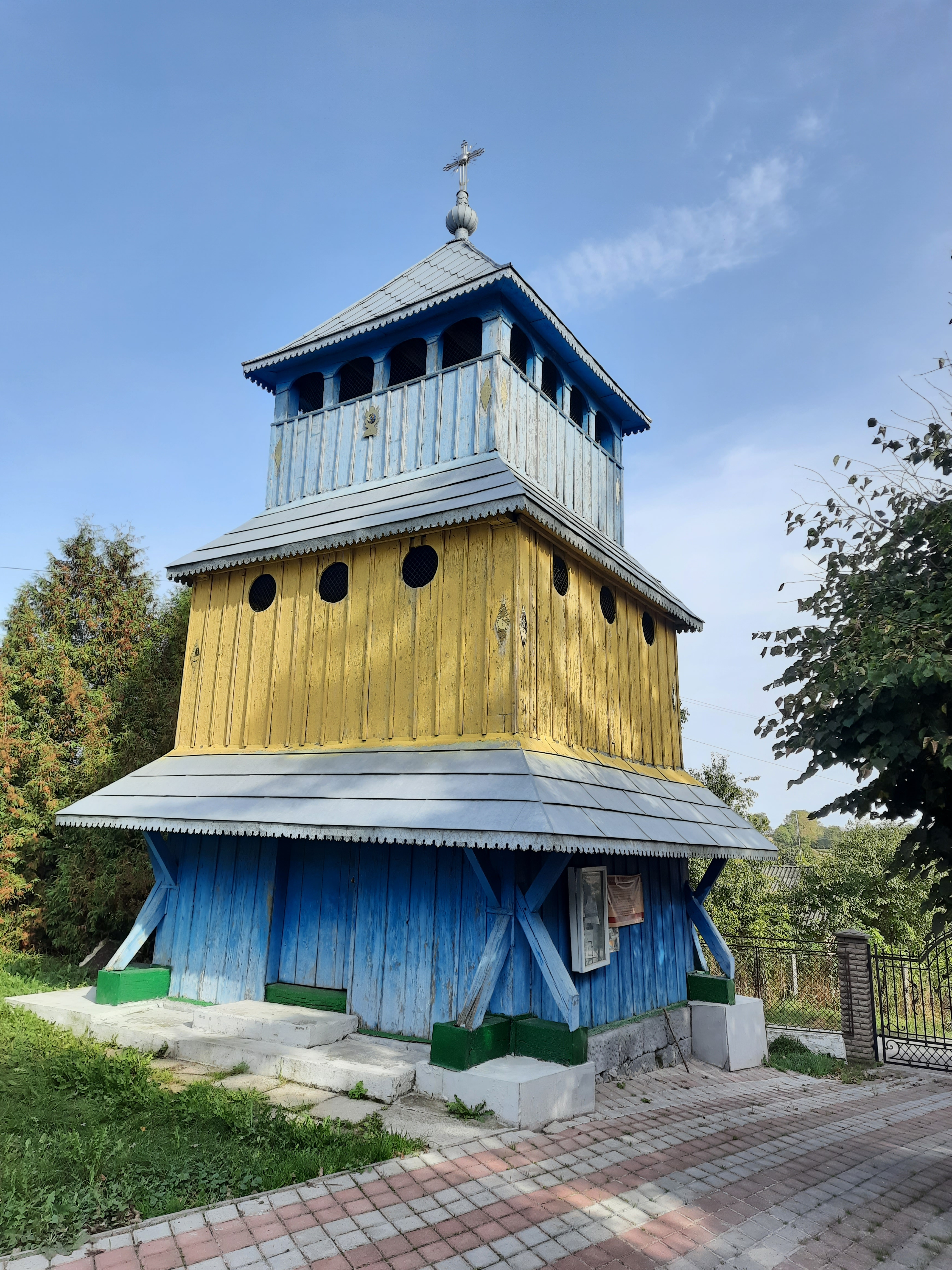
Дзвіниця церкви Святого Василія Великого
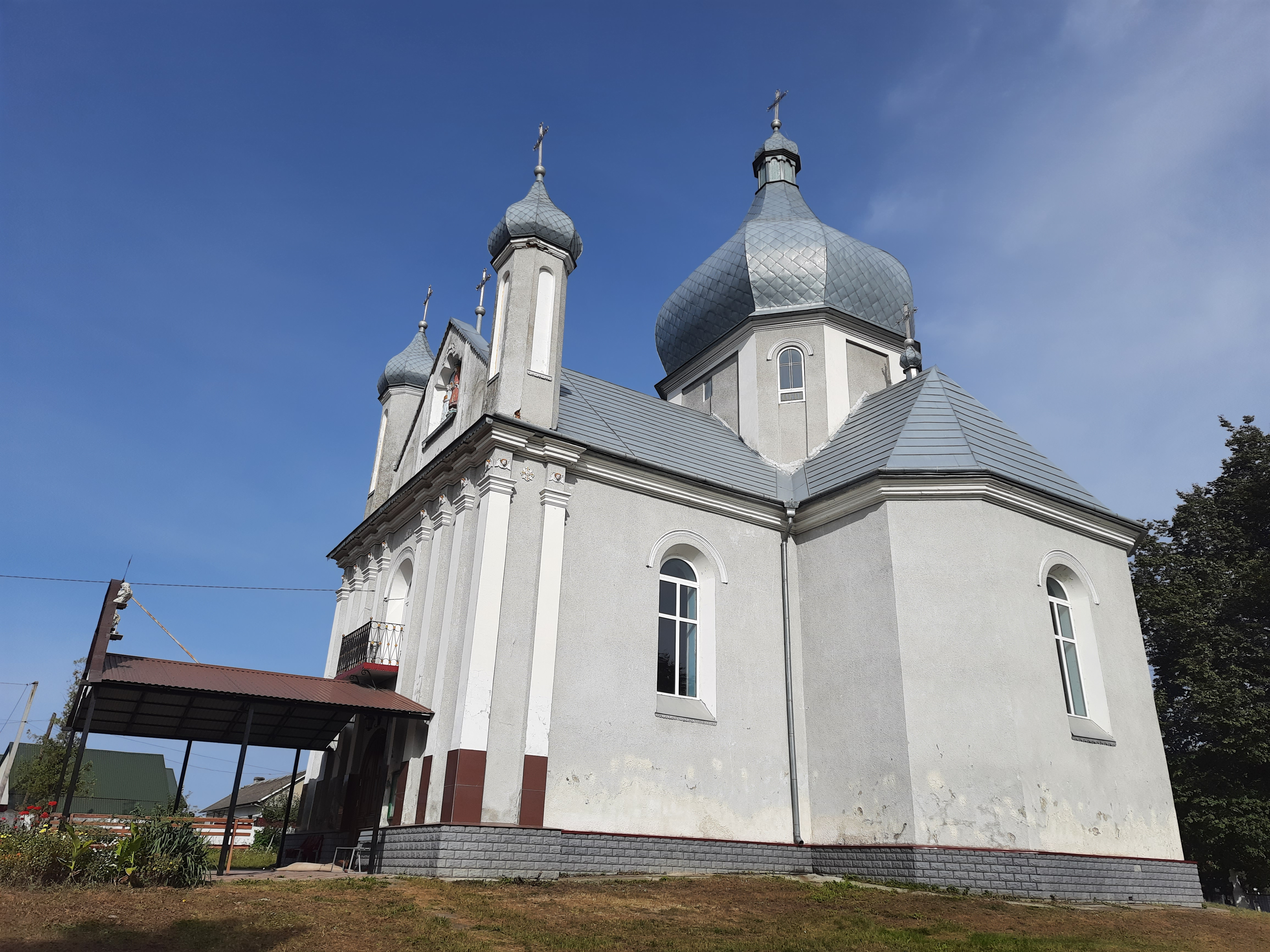
Церква Покрови Пресвятої Богородиці
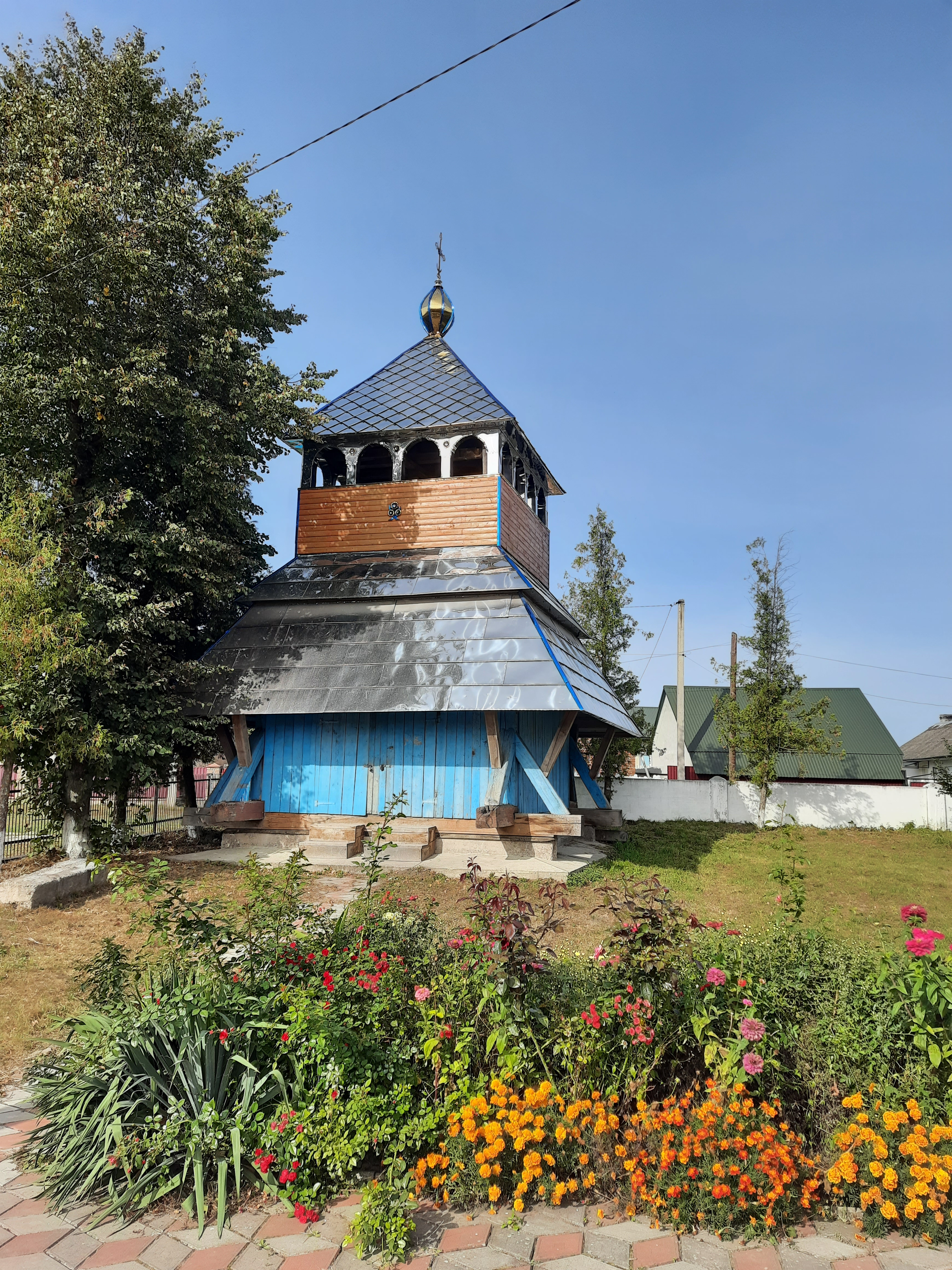
Дзвіниця церкви Покрови Пресвятої Богородиці
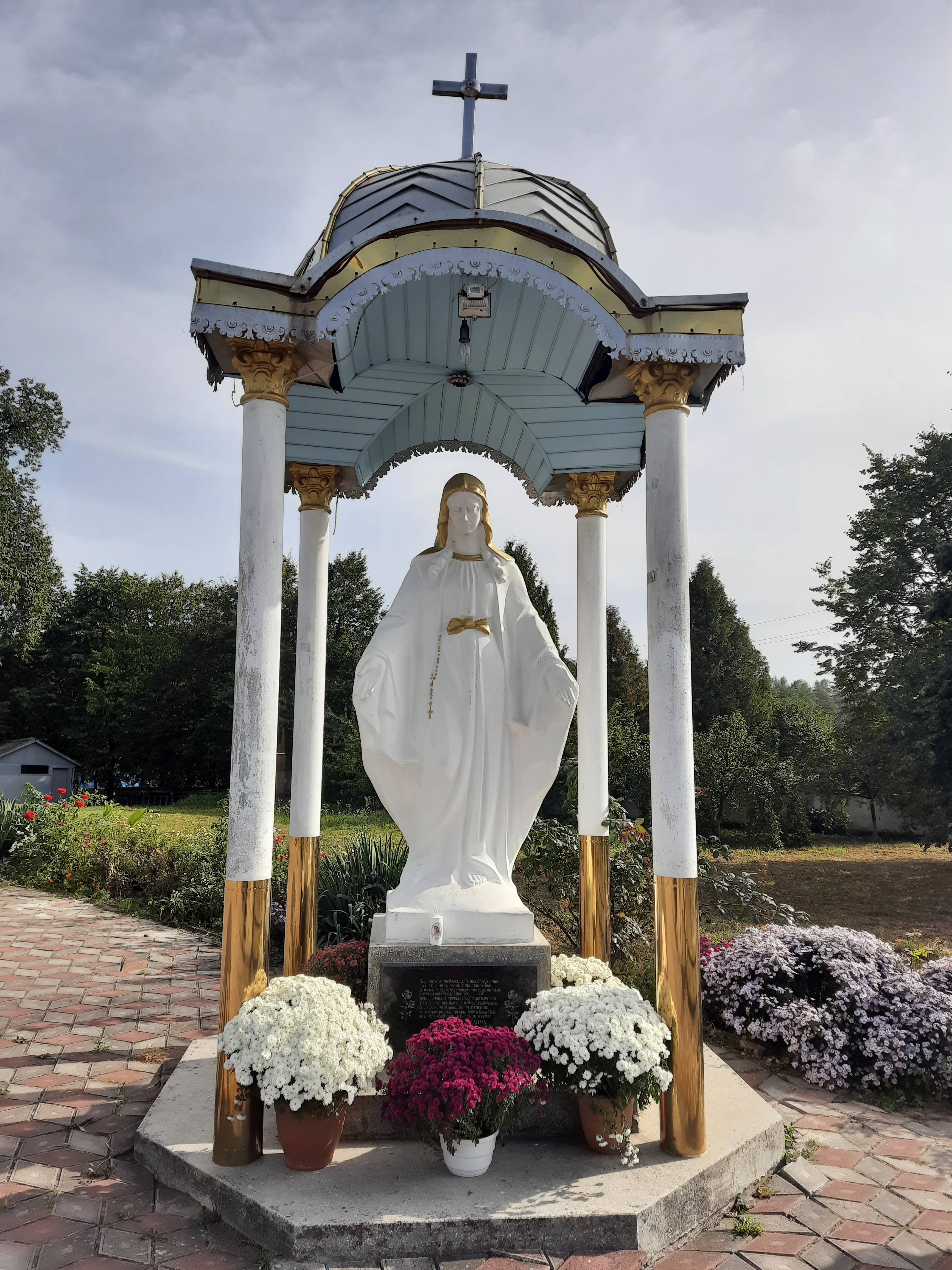
Статуя Божої Матері
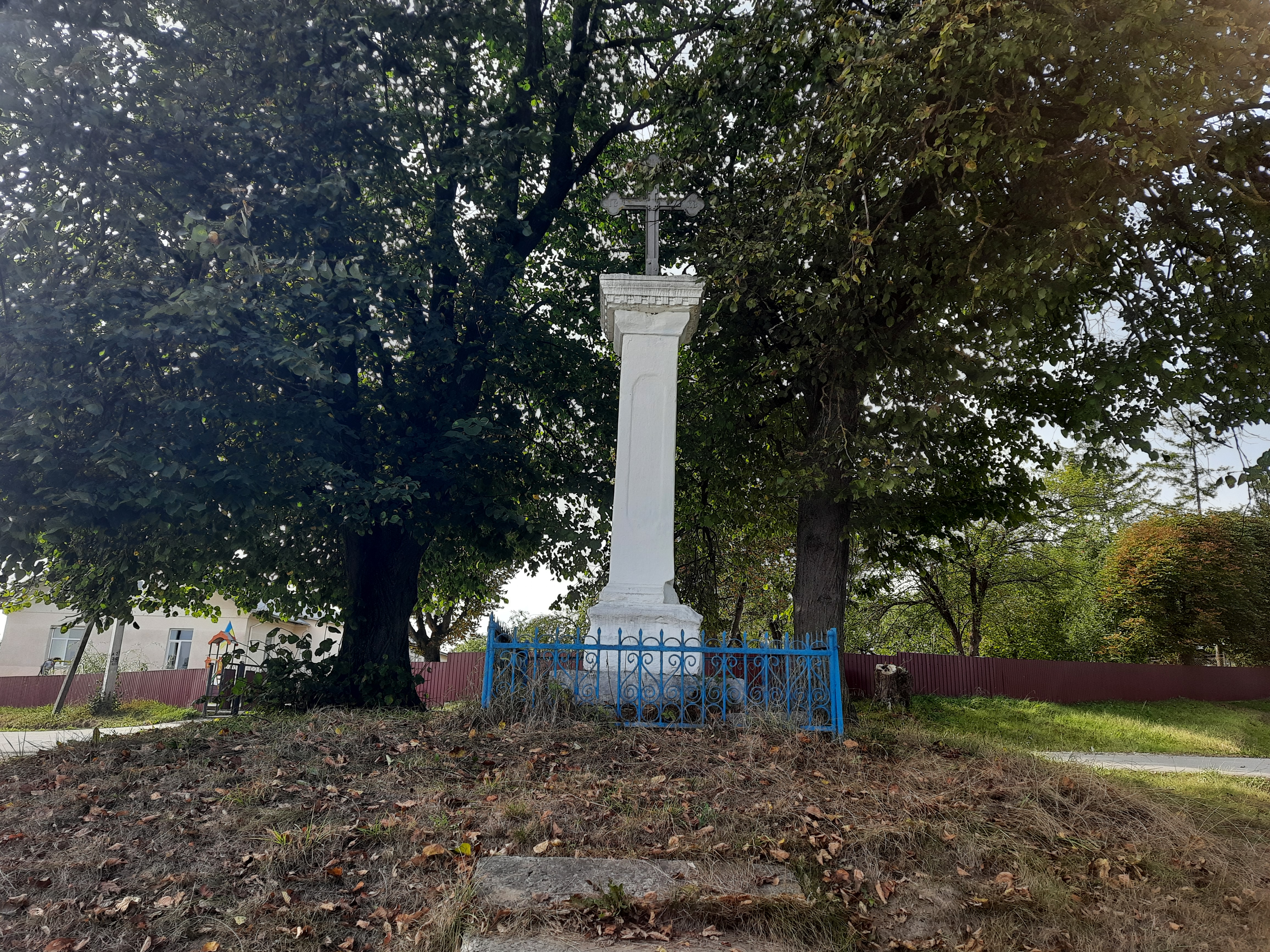
Пам'ятний хрест
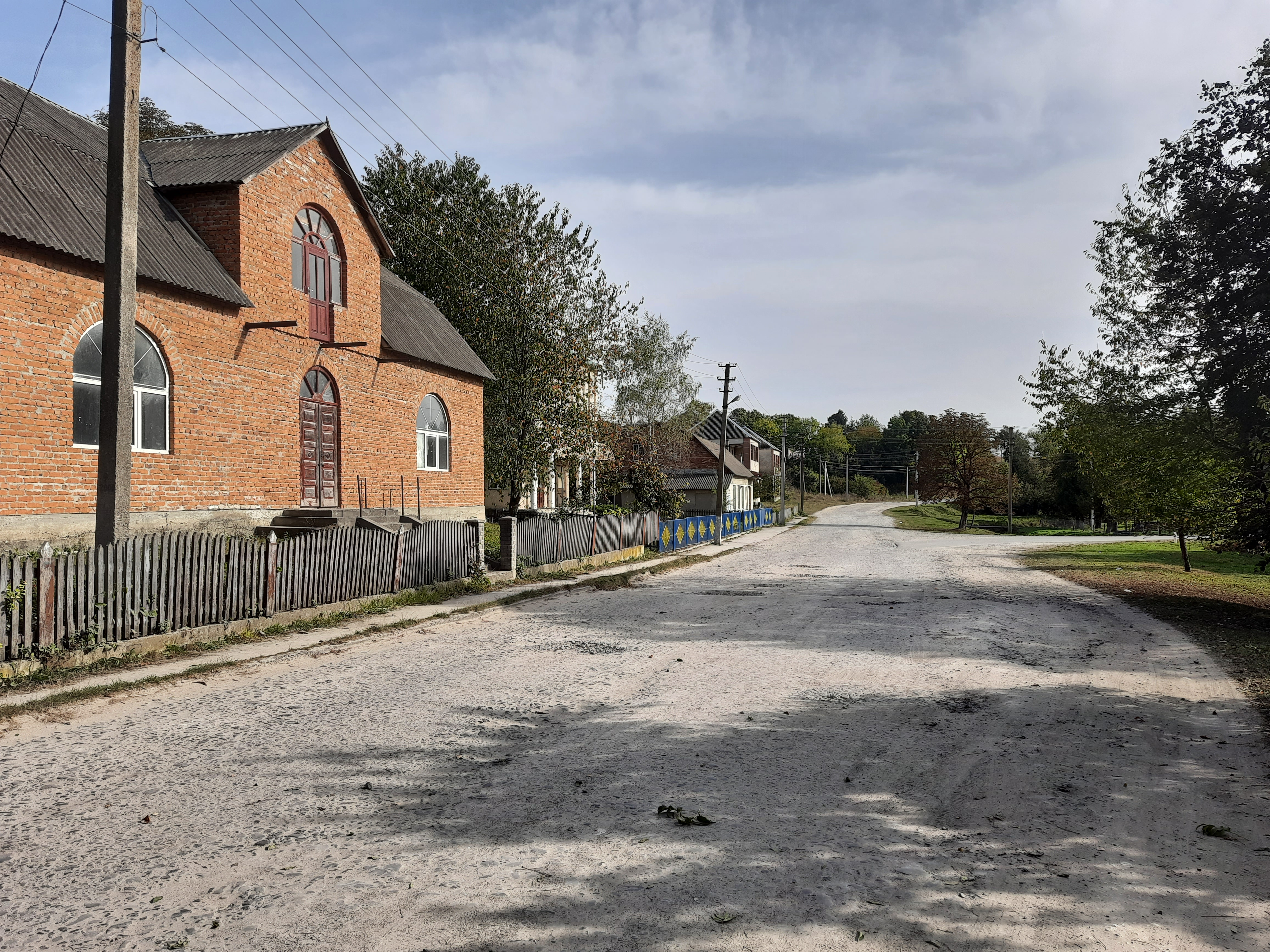
Сільська вулиця
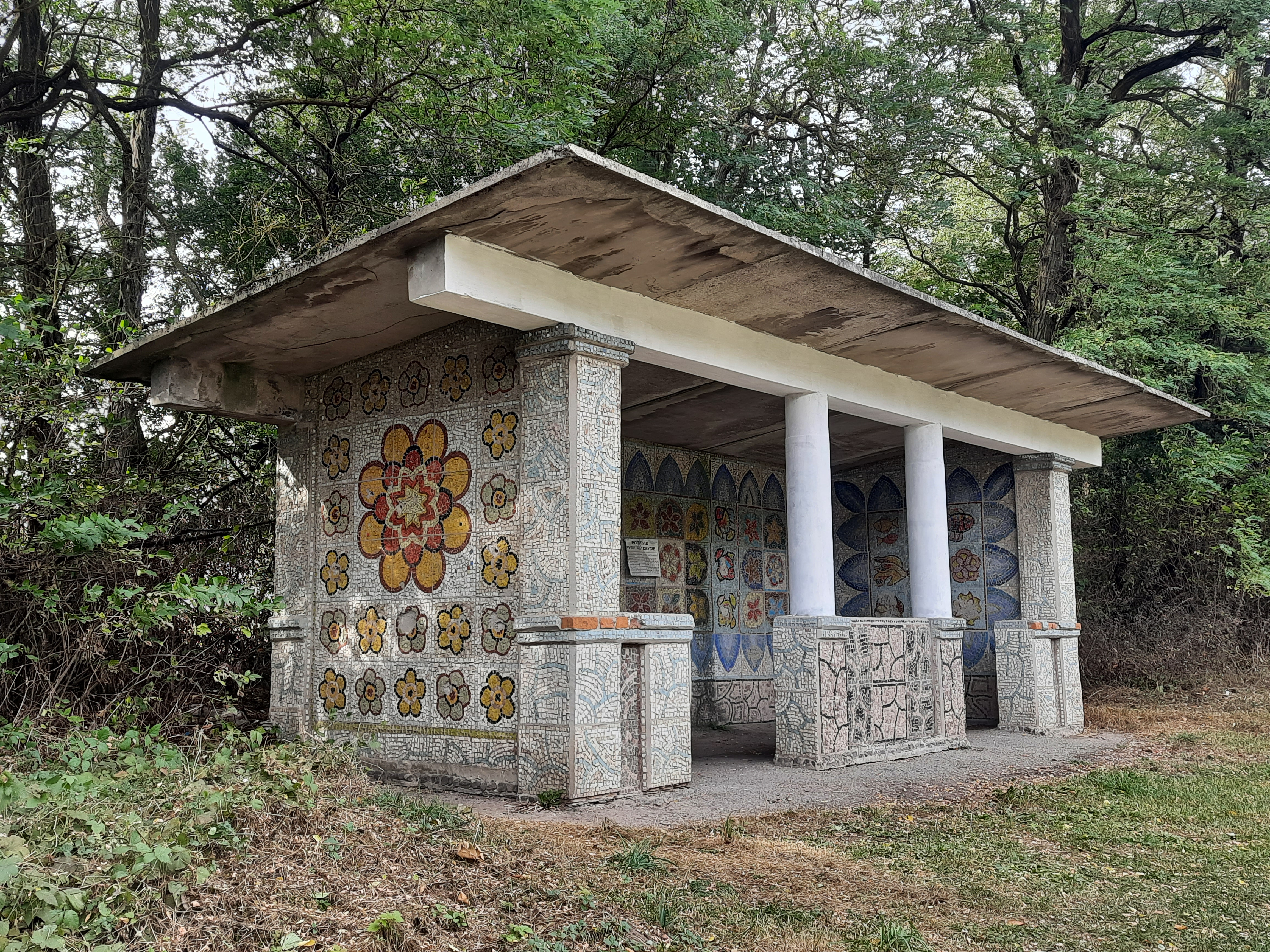
Автобусна зупинка
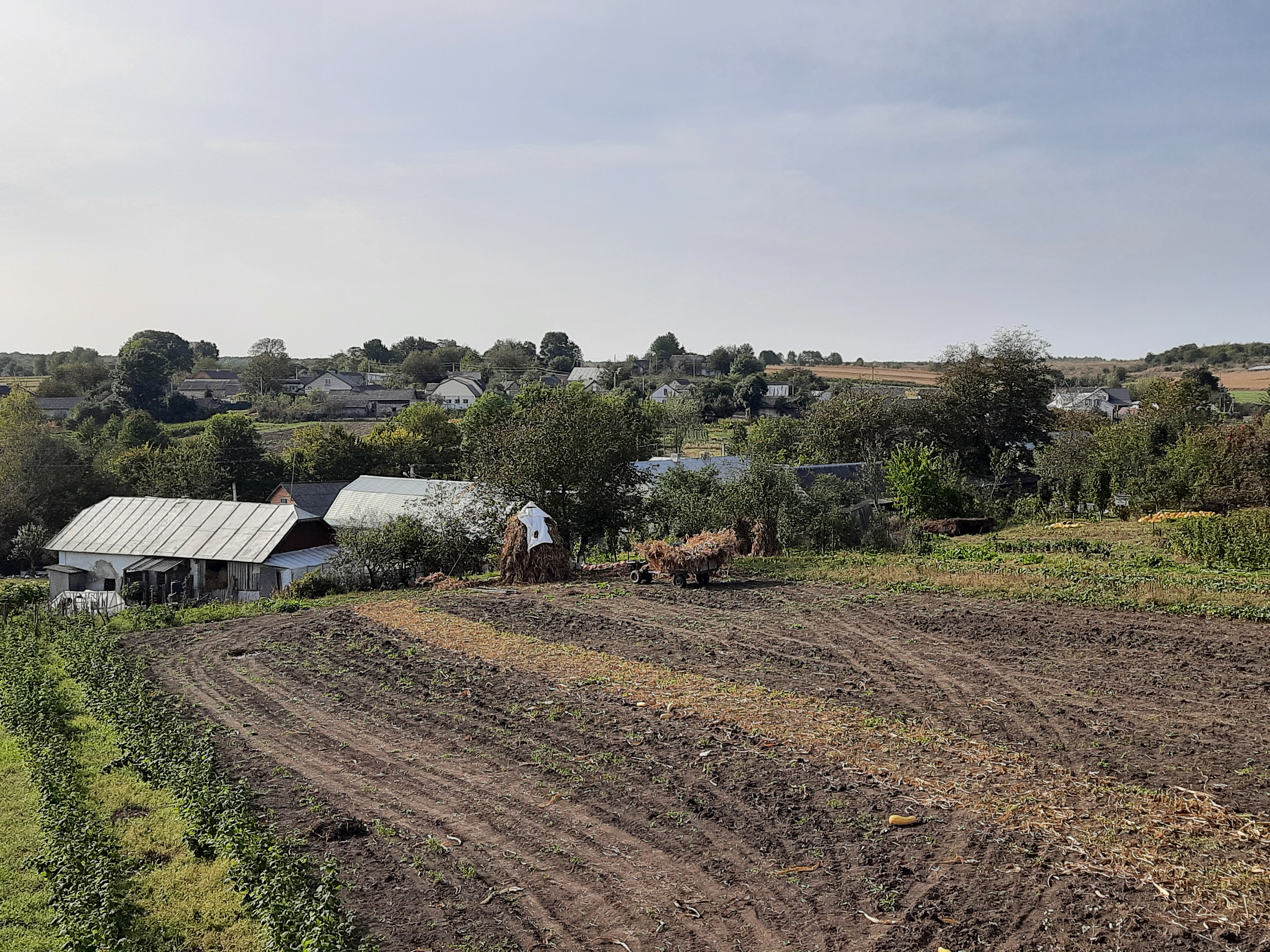
Сільський краєвид
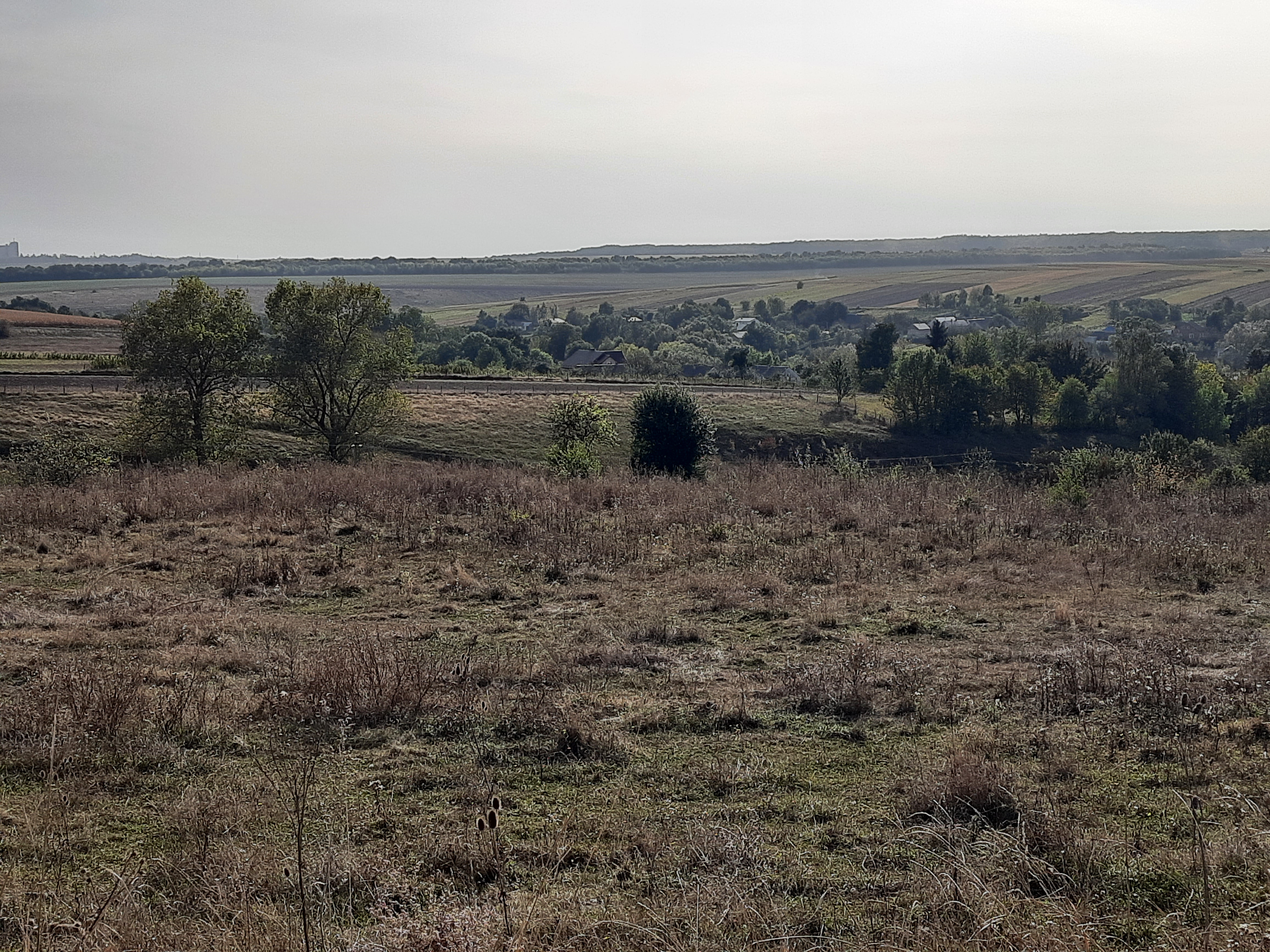
Сільський пейзаж